# رينزو غراسي
رينزو غراسي (بالبرتغالية: Renzo Gracie) هو فنان قتال مختلط برازيلي، ولد في 11 مارس 1967 في ريو دي جانيرو في البرازيل.

## وصلات خارجية
- الموقع الرسمي
- رينزو غراسي على موقع يو إف سي (الإنجليزية)
- رينزو غراسي على موقع شيردوغ (الإنجليزية)
- رينزو غراسي على موقع Tapology.com (الإنجليزية)
- رينزو غراسي على موقع IMDb (الإنجليزية)
- رينزو غراسي على موقع قاعدة بيانات الفيلم (الإنجليزية)